# 一括償却資産
一括償却資産（いっかつしょうきゃくしさん）とは、取得価額20万円未満の減価償却資産の取得を行い、当該資産を3年間にわたって税務上の一括均等償却をする際に計上する勘定科目を指す。

## 概要
取得価額20万円未満の減価償却資産の取得を行った場合の会計処理は三つに大別される。一つは、通常の固定資産勘定に計上し、減価償却により費用化を行う方法である。もう一つは、取得価額が10万円未満の資産に限り、当該事業年度において財務会計上は費用、税務会計上は損金とする方法である。この場合は、例えば「消耗品費」といった原価・費用の勘定科目が用いられる。ただし、資本金の額が１億円以下の会社においては法人税法の規定により取得価額が30万円未満の資産についてを費用処理することができる。なお、取得価額が10万円未満の資産を資産計上することは、日本では極めてまれである。
上記いずれの処理も採用しなかった場合、税務上の一括償却資産として扱うことができる。
一括償却資産は、各事業年度の一括償却資産の取得価額の合計額を36ヶ月で除し当該事業年度の月数を乗じて計算した金額（通常の12ヶ月決算なら取得価額合計額の3分の1）を税務上の損金の額とする方法である。これにより、取得価額10万円以上20万円未満の減価償却資産の取得をした際に、3年間で取得価額全額を損金に算入することが可能となり、また、期中の取得であっても月割りを行うことなく、取得した事業年度において12か月分を損金算入することができる。
なお、一括償却資産は、その全部または一部につき、除却または譲渡がなされた場合であっても、除却損または売却損を税務上は損金算入できず、あくまでも一括均等償却を求められる。但し、個人事業者で相続があった場合には、未償却残高の全部償却は認められる。
財務会計上は、一括償却資産を固定資産に計上することも、取得した事業年度に全額費用化することも可能である。後者の場合は、税務申告の際に、取得した事業年度においては3分の2の加算、以降2事業年度に3分の1ずつ減算して税務上の所得を計算する。